# Saudades do Brasil
Saudades do Brasil Opus 67 (abgeleitet von portugiesisch Saudades, Plural von Saudade) ist eine Tanzsuite für Klavier des französischen Komponisten Darius Milhaud (1892–1974). Ihre zwölf Stücke wurden in den Jahren 1920 und 1921, nach dem Aufenthalt des Komponisten in Lateinamerika in den Jahren 1917–1918, komponiert. Jeder Tanz basiert auf einem zweitaktigen Tango- oder Samba-Rhythmus und trägt den Namen eines Bezirks von Rio de Janeiro oder einer anderen südamerikanischen Stadt. Ein besonderes Kennzeichen der Stücke ist ihre erweiterte Tonalität (Bitonalität). Es gibt eine Orchesterfassung dieser Suite. Das Werk erschien 1921 bei Max Eschig in Paris. Der Klavierpädagoge Klaus Wolters merkt zu den Stücken zunächst lakonisch an, man könne diese ewig wiederkehrenden, lässigen Habanarhythmen nicht lange genießen, dann aber spricht er ihnen doch noch einen gewissen Charme zu.

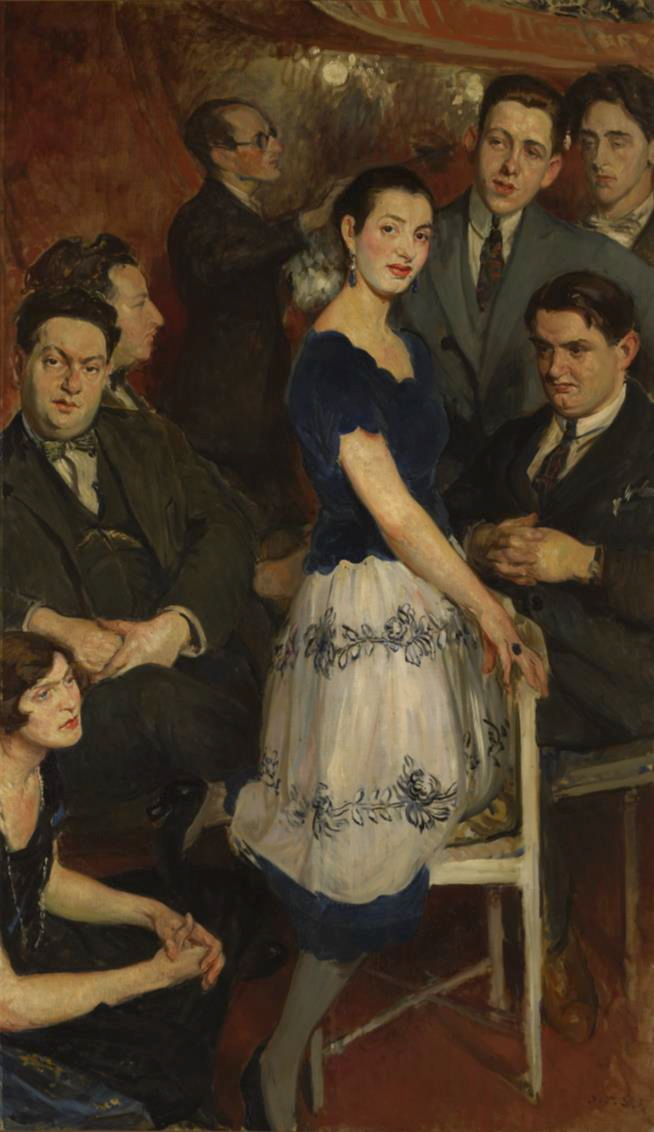
Darius Milhaud (links, sitzend) auf einem Gemälde der Groupe des Six

## Gliederung
1. Sorocaba (« modéré », Madame Regis de Oliveira gewidmet)
2. Botafogo « doucement » (Oswald Guerra gewidmet)
3. Leme « à l’aise »  (Nininha Velloso-Guerra gewidmet)
4. Copacabana « calme » (Godofredo Leão Velloso gewidmet)
5. Ipanema (« modéré », Arthur Rubinstein gewidmet)
6. Gavea (« vivement », Madame Henrique Oswald gewidmet)
7. Corcovado (Madame Henri Hoppenot gewidmet)
8. Tijuca (Ricardo Viñes gewidmet)
9. Sumare (« léger », Henri Hoppenot gewidmet)
10. Paineras « souple » (La Baronne Frachon gewidmet)
11. Laranjeiras (Audrey Pann gewidmet)
12. Paysandu (« expressif » Paul Claudel gewidmet)